# اس‌ام یو-۱۹ (آلمان)
اس‌ام یو-۱۹ (آلمان) (به انگلیسی: SM U-19 (Germany)) یک زیردریایی بود که طول آن ۶۴٫۱۵ متر (۲۱۰ فوت ۶ اینچ) و ارتفاع آن ۷٫۳۰ متر (۲۳ فوت ۱۱ اینچ) بود. این زیردریایی در سال ۱۹۱۲ ساخته شد.